# Atentado a la discoteca Clangor de Santiago de Compostela de 1990
El Atentado a la discoteca Clangor de Santiago de Compostela de 1990 fue un atentado terrorista del Ejército Guerrillero del Pueblo Gallego Libre que tuvo lugar el 12 de octubre de 1990 en Santiago (La Coruña).

## Ataque
En la madrugada del jueves 11 al viernes 12 de octubre de 1990, festividad del día del Pilar,  concurrida discoteca Clangor sufrió un atentado con bomba, colocada por los terroristas Mª Dolores Castro Llamas y José Ignacio Villar Regueiro. Se trataba del local de ocio nocturno más popular de la ciudad universitaria de Santiago.

## Víctimas
Falleció a consecuencia de la explosión la viguesa Mercedes Domínguez Rodríguez, estudiante de 26 años. Hubo 49 heridos, entre clientes y empleados, cinco de ellos de gravedad. El local quedó gravemente dañado por el artefacto. Los autores materiales también fallecieron en la explosión.

## Consecuencias
La sociedad de Santiago, especialmente la comunidad estudiantil, quedó conmocionada por el atentado. Las manifestaciones de repulsa se sucedieron y cesó la tolerancia social en Galicia a las actividades del EGPGC. Siendo ministro del Interior José Luis Corcuera, el suceso no tuvo repercusión mediática en el resto de España por la escasa cobertura de los medios de comunicación. El atentado fue organizado por el terrorista Manuel Chao Dobarro, máximo dirigente del EGPGC. Ante los daños personales ocasionados la organización terrorista afirmó que la bomba se activó por error.